# Obelia lucifera
Obelia lucifera är en nässeldjursart som beskrevs av Forbes 1848. Obelia lucifera ingår i släktet Obelia, och familjen Campanulariidae. Arten är reproducerande i Sverige.